# Hymner till natten
Hymner till natten (tyska: Hymnen an die Nacht) är en diktsvit på prosa från år 1800 av den tyske författaren Novalis. Dikterna utgavs ursprungligen i tidskriften Athenaeum, som var huvudorgan för den så kallade Jenaromantiken, en gren inom den äldre tyska romantiken med säte i universitetsstaden Jena. Boken var det enda större verk som Novalis helt färdigställde och gav ut under sin levnad, och tillsammans med samlingen Geistliche Lieder utgör den höjdpunkten i hans diktning. Hymner till natten gavs ut på svenska 1991 i översättning av Gunilla Bergsten och Margaretha Holmqvist, i en volym tillsammans med Novalis' Lärjungarna i Saïs.